# Astragalus spatulatus
Astragalus spatulatus är en ärtväxtart som beskrevs av Edmund Perry Sheldon. Astragalus spatulatus ingår i släktet vedlar, och familjen ärtväxter. Inga underarter finns listade i Catalogue of Life.